# Осан (Франция)
Оса́н (фр. Ossen, окс. Aussen) — коммуна во Франции, находится в регионе Юг — Пиренеи. Департамент — Верхние Пиренеи. Входит в состав кантона Лурд-Уэст. Округ коммуны — Аржелес-Газост.
Код INSEE коммуны — 65343.

## География
Коммуна расположена приблизительно в 670 км к югу от Парижа, в 140 км юго-западнее Тулузы, в 21 км к юго-западу от Тарба.
Коммуна расположена в долине Батсюргер.

## Климат
Климат умеренно-океанический с солнечной тёплой погодой и обильными осадками на протяжении практически всего года.

## Население
Население коммуны на 2010 год составляло 191 человек.
| 1962 | 1968 | 1975 | 1982 | 1990 | 1999 | 2010 |
| ---- | ---- | ---- | ---- | ---- | ---- | ---- |
| 233  | 231  | 202  | 175  | 183  | 173  | 191  |

## Администрация
| Период | Период | Фамилия       | Партия | Примечания |
| ------ | ------ | ------------- | ------ | ---------- |
| 2001   | 2020   | Мишель Бонзом |        |            |

## Экономика
В 2010 году среди 120 человек трудоспособного возраста (15-64 лет) 88 были экономически активными, 32 — неактивными (показатель активности — 73,3 %, в 1999 году было 67,9 %). Из 88 активных жителей работали 81 человек (43 мужчины и 38 женщин), безработных было 7 (3 мужчин и 4 женщины). Среди 32 неактивных 8 человек были учениками или студентами, 14 — пенсионерами, 10 были неактивными по другим причинам.

## Достопримечательности
- Церковь Св. Иакова